# Lampronia argillella
Lampronia argillella is een vlinder uit de familie yuccamotten (Prodoxidae). De wetenschappelijke naam is voor het eerst geldig gepubliceerd in 1851 door Zeller.
De soort komt voor in Europa.